# Дурниця (Доктор Хаус)
«Дурниця» (англ. Humpty Dumpty)  — третя серія другого сезону американського телесеріалу «Доктор Хаус». Прем'єра епізоду проходила на каналі FOX 27 вересня 2005. Доктор Хаус і його команда мають врятувати молодого хлопця, який ремонтував дах Кадді.

## Сюжет
Альфредо, робітник, якого Кадді найняла ремонтувати дах, скаржиться на загострення астми. Проте Кадді чекає гостей і просить його закінчити роботу. Через деякий час Альфредо падає з даху і в нього починається задуха. Машина швидкої допомоги відвозить Альфредо і Кадді до лікарні Принстон-Плейнсборо. По дорозі Кадді помічає, що у її робітника посиніли два пальці на правій руці. У лікарні Хаус пропонує версію генералізованного тромбо-герологічний синдрому (ГТС), тому наказує зробити МРТ грудної клітки і перевірку на ГТС. Стейсі радити Кадді триматись осторонь від Альфредо, бо бачить, що та відчуває вину. Кадді дуже стурбована, тому що знає, що хлопець може втратити руку, а через це здатність працювати.
Альфредо вимагає виписки, щоб повернутись на роботу. Чейз помічає, що третій палець на правій руці також почав синіти. Тим часом зроблені аналізи показують ГТЕ. Кадді хоче ризикнути і дає Альфредо сильніші і небезпечні ліки — сирин проти аза. Хаус не схвалює таке рішення, він знає, що може статися ускладнення і у пацієнта почнуться напади через які він може померти. Сирин спричинив побічну дію і викликав кровотечу в мозку, що призвило до паралічу правої руки. Лікування припинене і Альфредо відправляють до нейрохірургії. Після операції Кемерон обстежує Альфредр. Він може рухати правою рукою, проте в нього починається кашель. На рентгені Кемерон помічає легеневий інфільтрат, також у пацієнта повищається температура, а пальці на руці продовжують синіти. Форман пропонує версію пневмонії і Кадді погоджується з ним. Вона разом з Кемерон їде до будинку Альфредо, щоб перевірити на наявність паразитів, токсинів. Тим часом Хаус, Форман і Чейз незаконно пробираються додому Кадді, бо пацієнт пробув у ньому доволі довго. У домі Альфредо, Кемерон помічає щура. Кадді робить висновок: стрептококом. Але у домі Кадді Хаус знаходить аспергил на трубі раковини. Дивлячись на рентген Кадді погоджується, що, скоріш за все, у Альфредо грибкова пневмонія. Пацієнту мають дати амфотерицин, який має вилікувати аспергильоз. Проте ці ліки небезпечні для Альфредо. 
При перевірці стану пацієнта брат Альфредо каже Кемерон, що той не мочився з вчорашнього дня. Кемерон повідомляє Хаусу, що лікування зруйнувало хлопцю нирки. Команда лікарів робить аналізи на різні інфекційні хвороби, проте всі вони дають негативний результат. Згодом Хаус помічає, що права рука Альфредо починає гнити. Хаус хоче ампутувати руку, проте Кадді проти цього. З часом вона погоджується і повідомляє новину Альфредо. Після ампутації пальці на іншій руці Альфредо також починає синіти. Кадді, Хаус, Кемерон, Форман і Чейз перебирають всі варіанти, проте жоден з них не допомагає визначити хворобу хлопця. Хаус припускає, що Альфредо міг заразитись орнітозом. Але у нього не має папуг. Хаус питає матір де працює її син в суботу ввечері. Проте вона каже, що в суботу він не працює. Біля дому Альфредо Форман і Кадді намагається знайти півнячі бої і через деякий час знаходять їх. Альфредо починають лікувати від орнітозу, Він виліковується, але залишається без руки.